# Пйотровиці (Нідзицький повіт)
Пйотровиці (пол. Piotrowice, нім. Alt Petersdorf) — село в Польщі, у гміні Нідзиця Нідзицького повіту Вармінсько-Мазурського воєводства.
Населення — 85 осіб (2011).
У 1975-1998 роках село належало до Ольштинського воєводства.

## Демографія
Демографічна структура станом на 31 березня 2011 року:
|          | Загалом | Допрацездатний вік | Працездатний вік | Постпрацездатний вік |
| -------- | ------- | ------------------ | ---------------- | -------------------- |
| Чоловіки | 50      | 13                 | 31               | 6                    |
| Жінки    | 35      | 9                  | 19               | 7                    |
| Разом    | 85      | 22                 | 50               | 13                   |